# Ruedi Imbach
Ruedi Imbach (* 10. Mai 1946 in Sursee) ist ein Schweizer Philosophiehistoriker. Er zählt zu den namhaftesten mediävistischen Philosophiehistorikern in Europa. 

## Leben
Ruedi Imbach besuchte die Kantonsschule Sursee. Die Matura legte er 1966 ab. Er studierte von 1966 bis 1971 Philosophie und Geschichte an der Universität Freiburg in der Schweiz. Dort war er von 1971 bis 1975 Assistent von Louis-Bertrand Geiger. Imbach wurde 1975 mit einer von Geiger betreuten Arbeit über das Verhältnis von Sein und Denken in seiner Bedeutung für das Gottesverständnis bei Thomas von Aquin und in den Pariser Quaestionen Meister Eckharts promoviert. Im Jahr 1979 habilitierte er sich in Freiburg. Seine Habilitationsschrift bestand aus der kritischen Edition zweier Abhandlungen des spätmittelalterlichen Philosophen Dietrich von Freiberg (De ente et essentia und De natura contrariorum), die im zweiten Band der gesammelten Werke Dietrichs erschien, sowie separat als Aufsatz veröffentlichten Vorarbeiten zu einer Interpretation von De ente et essentia.
Ab 1976 lehrte Imbach als assoziierter Professor, ab 1979 als ausserordentlicher Professor für Ontologie und mittelalterliche Philosophiegeschichte in Freiburg in der Schweiz. Von 1981 bis 1983 war er Gastprofessor an der Universität Genf. 1985 wurde er in Freiburg zum ordentlichen Professor ernannt. Diesen Lehrstuhl hatte er bis August 2000 inne. Dort wurde er auch Mitglied des Mediävistischen Instituts. Von September 2000 bis zu seiner Emeritierung 2013 war er Professor für mittelalterliche Philosophie an der Sorbonne (Universität Paris IV). Er ist seit 2010 korrespondierendes Mitglied der Akademie der Wissenschaften zu Göttingen und Mitherausgeber der Freiburger Zeitschrift für Philosophie und Theologie. Im Jahr 2001 wurde ihm der Marcel-Benoist-Preis verliehen, der jährlich für die jeweils bedeutendste wissenschaftliche Leistung in der Schweiz vergeben wird.

## Forschungen
Imbachs Forschungsschwerpunkte sind die Geschichte der Philosophie des 13. und 14. Jahrhunderts, der Thomismus sowie die Geschichte der Metaphysik und der politischen Theorie. Er war massgeblich an der Wiederentdeckung und Konstituierung der Werke im Corpus Philosophorum Teutonicorum Medii Aevi beteiligt und leitete die umfassende deutschsprachige Erschliessung der philosophischen und politischen Schriften von Dante Alighieri.
Schon in seiner Dissertation äusserte Imbach seine Überzeugung, auch eine rein historische Aufgabenstellung intendiere «immer schon mehr als die pure Rekonstruktion vergangener Denkansätze», denn in einer Interpretation seien bewusst oder unbewusst «Elemente gegenwärtiger Problematik» wirksam. Mittelalterliche Texte würden in der Erwartung gelesen, «dass sie uns etwas zu sagen haben, uns Fragen zu stellen vermögen». Nach Imbachs Verständnis stehen Thomas von Aquin, Meister Eckhart und andere mittelalterliche Denker «in jener grossen Tradition der Geistmetaphysik, welche von Parmenides bis zum deutschen Idealismus reicht.» Dabei knüpft Imbach an eine Feststellung von Hans Krämer an. In diesem Sinne betrachtet er seine Forschungen zu Dietrich von Freiberg nicht nur als philosophiegeschichtlich bedeutsam, sondern auch als philosophisch aktuell, denn Dietrichs Intellekttheorie nehme Thesen vorweg, «die im allgemeinen für die Neuzeit vindiziert werden». Die Erforschung von Dietrichs Denken sei «ein wichtiger Beitrag zu einer sachgerechten Interpretation der Herkunft und der Bedeutung des die Neuzeit bestimmenden Selbstverständnisses der Philosophie: Philosophie der autonomen Subjektivität».
Ein wichtiges Anliegen Imbachs ist die Überwindung der traditionellen Einengung des Blickfelds der philosophiegeschichtlichen Forschung auf einige wenige besonders bekannte scholastische Autoren. Er betont die Notwendigkeit, «auch weniger bekannte Schriftsteller und deren Werke zu berücksichtigen». Dabei handle es sich um Material, das – wie er 1979 feststellte – «kaum noch überschaubar und zu einem großen Teil noch gar nicht ediert» sei. In dem Imbach gewidmeten lexikalischen Nachschlagewerk Mots médiévaux offerts à Ruedi Imbach stellen die Herausgeber im Vorwort fest, Imbach zeige ein besonderes Interesse für marginale und von der Geschichtsforschung vernachlässigte Gegenstände; dazu bewege ihn sein methodologisches Bewusstsein, mit dem er gängige Kategorien hinterfrage. Zu seinen Hauptforderungen zählen nach den dortigen Angaben die «raum-zeitliche Durchlässigkeit», das heisst die Einbeziehung der gesamten Rezeptionsgeschichte von Ideen, und der Methodenpluralismus.
Ein Spezialthema, mit dem sich Imbach intensiv auseinandergesetzt hat, ist die Beziehung der Laien zur Philosophie des späteren Mittelalters. Er kam zum Ergebnis, die Laien hätten eine bedeutende Rolle gespielt; eine stattliche Zahl von Texten sei für sie geschrieben oder gar von ihnen verfasst worden. Überraschend gross sei die Zahl der lateinischen Texte, deren Adressaten eindeutig als Laien identifizierbar seien. Die Weitergabe von Wissen an Laien sei keineswegs immer mit Trivialisierung des Wissensinhalts verbunden; vielmehr erweise sich in manchen Fällen die Vermittlung der Philosophie an ein Laienpublikum «als eine Transformation, die die Philosophie als solche schöpferisch erneuert und verändert». In diesem Zusammenhang schrieb Imbach, wer die Philosophie am «Ort ihrer Entstehung» aufsuchen wolle, der dürfe ihre gesellschaftliche Funktion nicht vernachlässigen. Dazu sei es notwendig, dass «auch die gesellschaftliche Stellung des Verfassers oder der Adressaten ausdrücklich thematisiert wird».
Zu Imbachs 50. Geburtstag gaben seine Mitarbeiter 1996 eine Sammlung von 23 seiner Aufsätze heraus und würdigten im Vorwort seine Lehr- und Forschungstätigkeit. Dort schrieben sie, er habe versucht, «die monolithische mittelalterliche Philosophiegeschichte aufzubrechen und sie in ihren historischen und sozialen Zusammenhängen zu rekonstruieren».

## Schriften (Auswahl)
Monographien
- Deus est intelligere. Das Verhältnis von Sein und Denken in seiner Bedeutung für das Gottesverständnis bei Thomas von Aquin und in den Pariser Quaestionen Meister Eckharts (= Studia Friburgensia. Neue Folge 53). Universitätsverlag, Freiburg/Schweiz 1976, ISBN 3-7278-0144-1 (zugleich: Freiburg/Schweiz, Universität, Dissertation, 1975).
- Laien in der Philosophie des Mittelalters. Hinweise und Anregungen zu einem vernachlässigten Thema (= Bochumer Studien zur Philosophie. Band 14). Grüner, Amsterdam 1989, ISBN 90-6032-059-X.
- mit Peter Schulthess: Die Philosophie im lateinischen Mittelalter. Ein Handbuch mit einem bio-bibliographischen Repertorium. Artemis & Winkler, Zürich u. a. 1996, ISBN 3-7608-1127-2.
- Dante, la philosophie et les laïcs. Universitätsverlag, Freiburg/Schweiz 1996, ISBN 2-8271-0747-3.
- mit Catherine König-Pralong: Le défi laïque. Existe-t-il une philosophie des laïcs au Moyen Âge? Vrin, Paris 2013, ISBN 978-2-7116-2494-2.

Aufsatzsammlung
- Quodlibeta. Ausgewählte Artikel / Articles choisis. Universitätsverlag, Freiburg/Schweiz 1996, ISBN 3-7278-1059-9 (von Mitarbeitern Imbachs herausgegebene Sammlung von 23 seiner Aufsätze mit Schriftenverzeichnis S. 497–512).

Editionen
- Dietrich von Freiberg: Opera omnia, Bd. 2: Schriften zur Metaphysik und Theologie. Hrsg. von Ruedi Imbach und Kurt Flasch. Hamburg: Meiner 1980.
- Wilhelm von Ockham: Texte zur Theorie der Erkenntnis und der Wissenschaft: lateinisch/deutsch. Hrsg., übers. und kommentiert von Ruedi Imbach. Stuttgart: Reclam 1984. ISBN 3150082390. (Universal-Bibliothek; 8239). Durchges. und bibliogr. erg. Aufl.: 1996.

Herausgeberschaften
- Zur geistigen Welt der Franziskaner im 14. und 15. Jahrhundert. Die Bibliothek des Franziskanerklosters in Freiburg/Schweiz. Akten der Tagung des Mediävistischen Instituts der Universität Freiburg vom 15. Oktober 1993 (= Scrinium Friburgense. Bd. 6). Universitätsverlag, Freiburg/Schweiz 1995, ISBN 3-7278-0996-5.